# Piotr Antipin
Piotr Antipin (ros. Пётр Фёдорович Антипин, ur. 1890, zm. 1960) – akademik.
Specjalista w dziedzinie metalurgii. Członek korespondent Akademii Nauk ZSRR od 1939, profesor Leningradzkiego Instytutu Politechnicznego. Prawdopodobnie był aresztowany w 1938 i prawdopodobnie około 1949-1950 .